# Pule (Jatikalen)
Pule is een bestuurslaag in het regentschap Nganjuk van de provincie Oost-Java, Indonesië. Pule telt 1827 inwoners (volkstelling 2010).